# Tepexomulco
Tepexomulco är en ort i Mexiko.   Den ligger i kommunen Xochimilco och delstaten Distrito Federal, i den sydöstra delen av landet, 22 km söder om huvudstaden Mexico City. Tepexomulco ligger 2 370 meter över havet och antalet invånare är 352.
Terrängen runt Tepexomulco är kuperad åt sydväst, men åt nordost är den platt. Runt Tepexomulco är det mycket tätbefolkat, med 2 431 invånare per kvadratkilometer. Närmaste större samhälle är Iztapalapa, 15,5 km norr om Tepexomulco. I omgivningarna runt Tepexomulco växer huvudsakligen savannskog.